# Церковь Воскресения Христова и Покрова Богородицы в Токмаковом переулке
Церковь Воскресения Христова и Покрова Богородицы в Токмаковом переулке — храм старообрядцев-беспоповцев Поморского согласия, расположенный в Токмаковом переулке Басманного района Центрального административного округа города Москвы. Это первая старообрядческая церковь поморской общины (2-й Московской общины поморского брачного согласия), возведённая после манифеста о веротерпимости 1905 года в Москве.

## История
В Москве, с закрытием в 1837 г. Покровской моленной, не существовало единого поморского центра, число домашних моленных доходило до 50. После издания манифеста о веротерпимости 1905 года приход беспоповской моленной, основанной в доме Викулы Елисеевича Морозова явился основой зарегистрированной в начале 1907 года 2-й Московской общины поморского брачного согласия. Пожертвования членов общины (главным образом Морозовых-Викуловичей) составили необходимые денежные средства. Было приобретено владение на Старой Басманной, в Токмаковском переулке. Пригласили архитектора И. Е. Бондаренко. Со стороны общины за строительством наблюдал И. И. Ануфриев.
Построена в 1907—1908 годах архитектором И. Е. Бондаренко в стиле северных церквей, с колокольней под двускатной кровлей. Для наружной отделки применён гранит, облицовочный кирпич, майолика. Особенно красива майолика на фронтоне колокольни. Интересен дубовый иконостас и утварь тёмной бронзы оригинальных рисунков. Много ценных древних икон украшают иконостас и церковь. Цветное стекло окон делало церковь уютной, полной древнерусской мечты. Вместимость церкви — 500 человек. Стоимость 150 000 рублей.
«Храм освящен в 1908 году Сооружен в древнепсковском стиле и является одним из лучших и красивейших храмов столицы».
«8 июня состоялось в Москве освящение храма во имя Воскресения Христова и Покрова Богородицы при второй московской общине старообрядцев поморского брачного согласия в Токмаковом переулке, близ Старой Басманной. Храм выстроен в один год. Строил его молодой архитектор Бондаренко. Стоимость постройки около 150 000 руб. Этот первый в Москве поморский храм сооружен по типу древнейших псковских церквей. Оригинальна звонница с крышей из разноцветной черепицы. На её лицевой стороне изображены из разноцветной майолики два ангела, держащие икону Спасителя — это интересная и типичная живопись. Самый храм невелик. В нем иконостас с древними иконами; огромное паникадило в старом стиле помещено посередине церкви. Храм настолько оригинален, настолько непохож на остальные церкви, что, вероятно, сделается одной из достопримечательностей Москвы. Во время торжества старообрядки-поморки, начиная с московских миллионерш и кончая беднейшей членшей общины, были в платках (большею частию белых) в силу того, что голова женщины должна быть в церкви прикрытой. В притворе храма, а также на хорах лежало немало модных и дорогих дамских шляп, которые были заменены скромными мещанскими платочками».
Согласно данным С. Т. Жукова, храм заложен 20 мая 1907 года. Освящен 8 июня 1908 года. Построен на средства членов общины: Морозовых, Поляковых, Горбуновых, Зиминых,Ануфриевых,Е. В. Кокоревой и др. До 1908 года настоятель храма — Никита Семенович Шпунтов, после — Феофан Федорович Румянцев, а с 1911 года — Михаил Иванович Крестьянинов. В 1917 году наставник о. Павел Букин. Председатель совета общины Василий Александрович Горбунов, с 1908 года — Иван Иванович Ануфриев.
«1 мая 1909 года в этом храме открылись заседания Первого всероссийского съезда поморцев, приемлющих брак. На съезд собралось 500 человек. Перед началом заседаний отслужили молебен, настоятель храма прочел молитву за царя. На собор явились с приветствием представители федосеевцев».
Пение в этом храме «наречное».
Любопытно, что у храма имеется абсида, подчёркивая традиционные архитектурные формы христианского храма (при том, что община является беспоповской, и алтарное помещение служило для заседаний Совета общины).

### История закрытия храма
«Храм закрыт Великим постом 1930 года. Особая часть госфондов захватила колокола, подсвечники, купель, паникадило, мебель. Гохран забрал серебряные ризы и кресты. Около 70 образов XVI—XVIII веков пошли на склады музейного фонда».
Старообрядческая община стала добиваться выделения им помещения для богослужения. И доказав свою уникальность, что второй такой же Новопоморской старообрядческой общины нет во всем СССР, община добилась признания властей, но храм вернуть не сумела. Зато было официально предложено токмаковской старообрядческой общине перевезти церковное имущество и иконы (за исключением нескольких древних) в переднюю (восточную) часть Никольского храма бывшего Никольского единоверческого монастыря, так как формально для властей эта отделённая кирпичной стеной часть храма тогда пустовала.
Через несколько недель община поместилась в восточную части Никольского храма на Преображенском кладбище, где пребывает и поныне.
В 1931—1933 годах в церкви помещался детский театр, затем — библиотека, а после неё — завод. С 1960-х годов церковь занимал цех № 4 швейной фабрики «Космос». Здание находится в худом состоянии. Сломаны главы церкви и колокольни, с последней снят колокол, а из рук ангелов вынута икона Спасителя. К западному порталу сделаны две загородившие обзор пристройки. Два ангела из майолики на фронтоне что ни год все более осыпаются. Здание состояло в числе списка нововыявленных памятников архитектуры, предложенных на постановку под государственную охрану и ждущих утверждения уже не один год. А тем временем храм все более приходил в упадок.
В 1990 году внутри находился штемпельно-гравировальный цех фабрики металлографии и штемпельно-гравировальных работ Главного управления по производству школьно-письменных принадлежностей Министерства местной промышленности РСФСР.

### История возвращения храма
30 июля 1992 года решением Президиума Моссовета № 84 храм поставлен на государственную охрану.
Через некоторое время храм передан Поморской общине.
Последние реставрационные работы над памятником проводились в 2009 году на средства самой поморской старообрядческой общины. Основной объем работ был выполнен в отношении интерьера храма. По состоянию на 2025 год здание находится в неудовлетворительном состоянии и требует реставрационного вмешательства.
По четвергам вечером совершаются старообрядческие молебны в три канона, также служба регулярно совершается по праздникам, служатся требы. Храм открыт для посетителей ежедневно с 7:00 до 20:00.

## Архитектура храма
Проект здания был подан в Губернское правление под наименованием «молельный дом 2-й Поморской общины старообрядцев» в 1908 году. Главной отличительной особенностью храма было отсутствие апсиды и главок. В дальнейшем, при строительстве, главки всё же были добавлены из-за неуверенности в новом законодательстве.
Здание было выполнено из железобетона, конструктивно представляет собой двухэтажный, бесстолпный, прямоугольный в плане храм. В качестве исполнителей работ была привлечена именитая фирма «Юлий Гун» и ее инженер А. Ф. Лолейт.
Интерьер храма сдержанный: монументальная живопись отсутствует, полы покрыты дубовым паркетом, вдоль стен установлены деревянные скамьи, алтарная апсида не выполняет своей естественной функции и служит в качестве помещения для заседаний Совета общины. Единственным декоративным элементом являются витражи на окнах. В полуподвале храма размещаются вспомогательные помещения, предназначенные, в частности, для ночлега приезжих верующих, а также гардероб, уборная. На втором этаже находятся хоры.

### Прообразы
В мемуарах И. Е. Бондаренко описывается история возникновения идеи образа храма в Токмаковом переулке. В её основе лежат формы традиционной деревянной шатровой архитектуры русского севера. Фасад здания имел уникальный вид благодаря приему «двойной стилизации».
Объем входного тамбура храма, расположенного в Токмаковом переулке, создан по образцу притворов храмов, характерных для Владимиро-Суздальской земли. В качестве примеров можно привести Рождественский храм в Суздале и Георгиевский собор в Юрьеве-Польском.
В архитектуре храма так же присутствует значительное количество элементов относящихся к модерну. В качестве основного облицовочного материала для стен была выбрана бежевая плитка типа «кабанчик», которая широко использовалась в архитектуре модерна по всей Европе. Примечательно, что Бондаренко применяет этот материал в православной культовой архитектуре, что можно считать новаторским подходом. В этом контексте плитка выступает своеобразной заменой дереву. Цоколь здания облицован финским гранитом «Лоухела», а по карнизу храм обрамлен абрамцевской майоликой. Причудливые формы оконных переплетов, которые являются необычными для древнерусской архитектуры, имеют прототипы в архитектуре бельгийского модерна.
Своеобразным заимствованием из архитектурного наследия Западной Европы, представленным работами таких мастеров, как Чарльз Рене Макинтош, Виктор Орта и других, является использование витражей, некоторые из которых украшены рисунками бутонов цветов, что является характерным признаком модерна. Например, в церкви Святого Леопольда в Вене, построенной по проекту знаменитого архитектора Отто Вагнера в 1907 году, художник Коломан Мозер создал как росписи, так и витражи, которые могли оказать косвенное влияние на работы Бондаренко. Тем не менее, современники архитектора в России воспринимали это как подражание церковным витражам готического периода. Изображения серафимов, размещенные в окнах второго света храма, расположенного на Токмаковом переулке, выполнены в духе древнерусского искусства, однако в новом для них материале.

### Оценка современников
Современники по-разному относились к архитектуре храма, расположенного в Токмаковом переулке, поскольку формы деревянного русского зодчества в тот период только начинали изучаться, и у общества еще не сложилось в их отношении привычного восприятия. Почти сразу после освящения храма в журнале «Церковь» была опубликована критическая статья некоего В. Б., в которой он указывал на нарушения «строгости русского стиля». В частности, автор недовольно отмечал использование цветных витражей, которые не соответствовали традициям древнерусской архитектуры.
Менее чем через двадцать лет после этого советский искусствовед А. И. Некрасов в 1924 году с проницательностью отметил, что И. Е. Бондаренко придает формам своих построек не только внимание к традициям прошлого, но и фантазию, которая разрывает связи с искусством севера.

## Фотографии

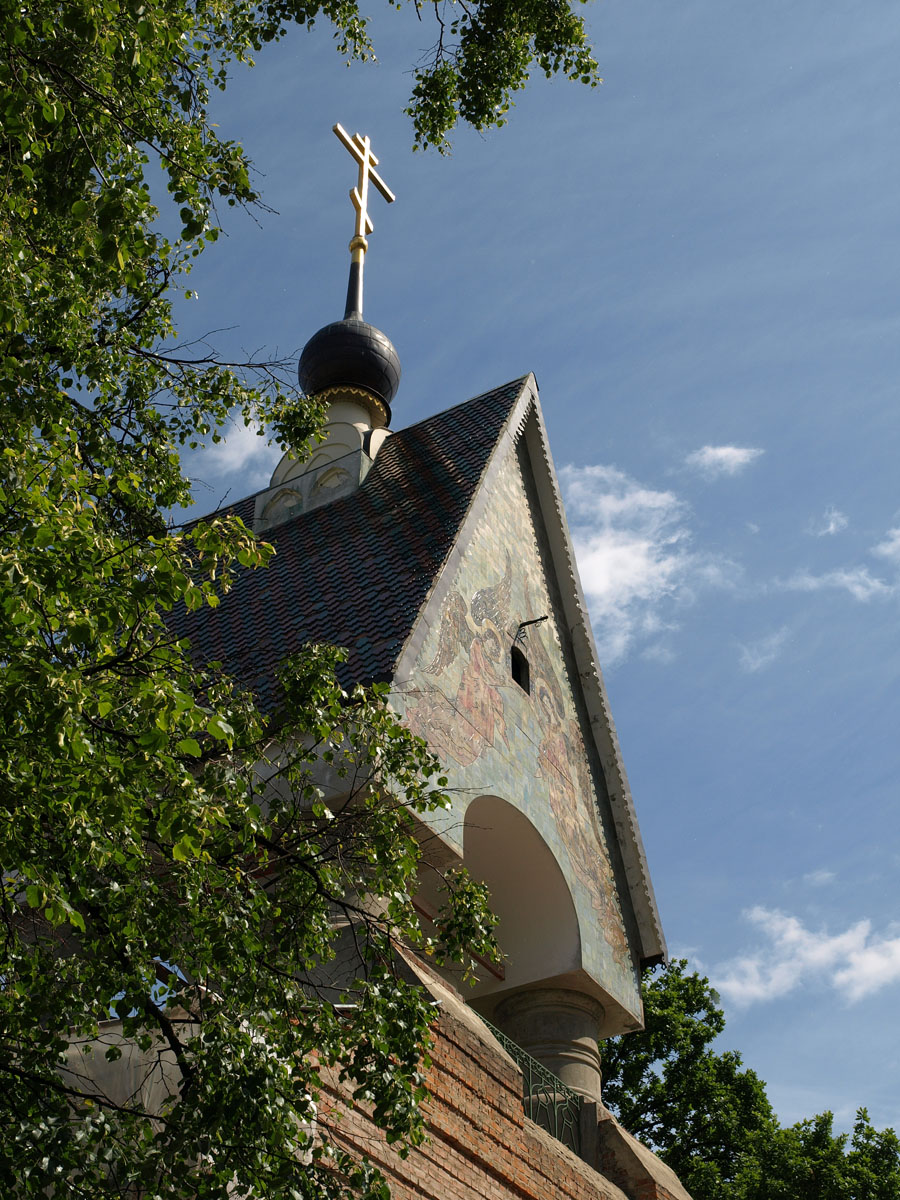
Вид на колокольню (западная часть)
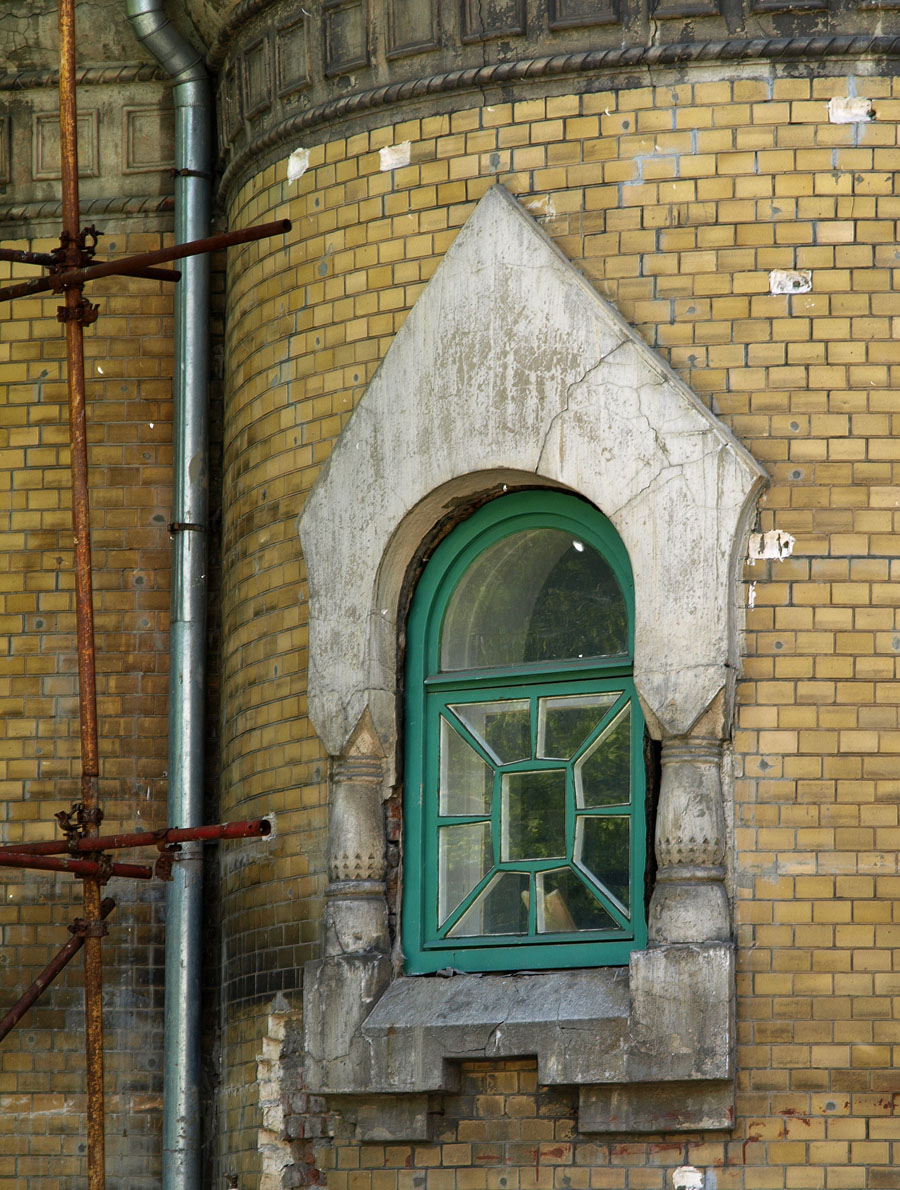
Окно в алтарной апсиде (восточная часть)